# Захарівка (Олександрійський район)
Заха́рівка — село в Україні, у Олександрійському районі Кіровоградської області. Входить до складу Великоандрусівської сільської громади. Населення становить 690 осіб. Колишній центр Захарівської сільської ради.
05.02.1965 Указом Президії Верховної Ради Української РСР передано Захарівську сільраду Знам'янського району до складу Кремгесівського району.

## Географія
У селі річка Суха Березівка впадає у річку Березівку.

## Населення
Згідно з переписом УРСР 1989 року чисельність наявного населення села становила 830 осіб, з яких 372 чоловіки та 458 жінок.
За переписом населення України 2001 року в селі мешкало 688 осіб.

### Мова
Розподіл населення за рідною мовою за даними перепису 2001 року:
| Мова       | Відсоток |
| ---------- | -------- |
| українська | 94,64 %  |
| російська  | 3,77 %   |
| молдовська | 1,01 %   |
| білоруська | 0,43 %   |
| угорська   | 0,14 %   |

## Постаті
- Бузейніков Сергій Миколайович (1992-2015) — лейтенант Збройних сил України. Загинув 25 січня 2015-го на блокпосту в районі Мар'їнка — Курахове під час огляду автомобіля, який підірвав терорист — «смертник».